# Ministerio de Transporte (Letonia)
El Ministerio de Transporte de Letonia (en letón: Latvijas Republikas Satiksmes ministrija ) fundado en 1918, es el departamento del Gobierno de Letonia responsable de la gestión y control de los organismos de transporte. La sede principal del ministerio se encuentra en Riga. Está encabezado por el ministro de Transporte, que desde 2013 es Anrijs Mateīss.

## Política de transporte
Como principal gestión el ministerio tiene que elaborar y aplicar medidas sobre todos los medios de transporte del país y que los servicios de transporte público sean accesibles y seguros a todos los usuarios.

### Campos de actividad
- Tráfico por carretera
- Ferrocarriles
- Asuntos Marítimos
- Aviación

### Agencias subordinadas
- Agencia de Aviación Civil de Letonia
- Administración Marítima de Letonia
- Oficina de Investigación de Accidentes e Incidentes de Transporte[3]